# Torneo Interbritannico 1891
Il Torneo Interbritannico 1891 fu l'ottava edizione del torneo di calcio conteso tra le Home Nations dell'arcipelago britannico. Il torneo fu vinto dalla nazionale inglese.

## Risultati
| Data            | Luogo         | Squadra 1   | Risultato | Squadra 2 |
| --------------- | ------------- | ----------- | --------- | --------- |
| 7 febbraio 1891 | Belfast       | Irlanda     | 7 - 2     | Galles    |
| 7 marzo 1891    | Wolverhampton | Inghilterra | 6 - 1     | Irlanda   |
| 7 marzo 1891    | Sunderland    | Inghilterra | 4 - 1     | Galles    |
| 21 marzo 1891   | Wrexham       | Galles      | 3 - 4     | Scozia    |
| 28 marzo 1891   | Glasgow       | Scozia      | 2 - 1     | Irlanda   |
| 6 aprile 1891   | Blackburn     | Inghilterra | 2 - 1     | Scozia    |

## Classifica
| Pos | Squadra     | Pti | G | V | N | P | GF | GS |
| --- | ----------- | --- | - | - | - | - | -- | -- |
| 1   | Inghilterra | 6   | 3 | 3 | 0 | 0 | 12 | 3  |
| 2   | Scozia      | 4   | 3 | 2 | 0 | 1 | 7  | 6  |
| 3   | Irlanda     | 2   | 3 | 1 | 0 | 2 | 9  | 10 |
| 4   | Galles      | 0   | 3 | 0 | 0 | 3 | 6  | 18 |